# Santamartamys rufodorsalis
Червоний чубатий деревний щур (Santamartamys rufodorsalis) — вид гризунів родини Голчастих щурів, який знайдений на крайньому північному сході Колумбії на висоті 680 м над рівнем моря.

## Етимологія
Назва роду походить від назви місцевості, де добуті обидва відомі зразки, Сьєрра-Невада-де-Санта-Марта, Колумбія. 

## Пояснення щодо виокремлення в окремий рід
Santamartamys rufodorsalis здається, тісно пов'язаний з членами роду Diplomys, де він нещодавно знаходився. Він розділяє з Diplomys багато ймовірних апоморфій, а також географічну спорідненість. У окремий рід вид поміщений у першу чергу через закриту морфологію корінного зуба, яка відрізняється від всіх інших живих Echimyidae. Цей таксон також має унікальну шерсть, розміщення молочних залоз, конфігурації середнього вуха клиноподібної кістки.

## Морфологія
Середнього розміру, яскраво-іржаво-червоний деревний щур з довгими, слабкими остюками, 2.0-3.8 см в довжину на спині; шерсть не жорстка чи щетиниста, підшерстя щільне, кучеряве, сіре. Остюки такі тоненькі, що їх важко відрізнити від іншої шерсті. Щільне шерстисте хутро покриває ноги до кісточок. Чуб із довгого волосся знаходиться на маківці між вухами. Найдовші вібриси - 5 см; вібриси присутні й на зап'ясті. Дві пари бічних молочних залоз розміщені на краю черевного хутра біля бічного хутра. Хвіст дужий, вкритий продовженням спинного хутро на 2,5 см, добре вбраний на решті хвоста тонкими волосками, базальна (ближча спини) половина коричнева, дистальна (периферійна) половина чисто біла. Ступні без жодного натяку на перетинки між пальцями. 

## Загрози та охорона
Про можливі загрози для даного виду немає інформації. Може знаходитись на деяких природоохоронних територіях.